# 123 Eskadra IAF

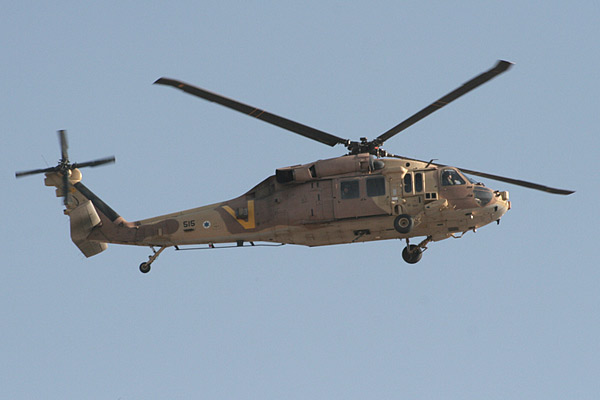
S-70A Namer

123 Eskadra („Południowe Dzwonki”) – helikopterowa eskadra Sił Powietrznych Izraela, bazująca w Hatzerim w Izraelu.

## Historia
Eskadra została sformowana w 1972 i składała się z kilku helikopterów transportowych Bell 205 i lekkich Bell 47. Ich liczba osiągnęła ostatecznie liczbę 20 maszyn. W 1989 liczbę śmigłowców 123 Eskadry zwiększono o 30 helikopterów Bell 212.
Na początku lat 90. do eskadry przeniesiono dodatkowe helikoptery Bell 212 z 124 Eskadry. 8 sierpnia 2002 do bazy lotniczej Hatzerim dostarczono ciężkie helikoptery transportowe S-70A Namer, które weszły do eksploatacji w 123 Eskadrze.
Podczas II wojny libańskiej w 2006 helikoptery 123 Eskadry wzięły udział w licznych operacjach prowadzonych na terenie południowego Libanu.

## Wyposażenie
Na wyposażeniu 123 Eskadry znajdują się następujące helikoptery:
- ciężkie helikoptery transportowe S-70A Namer
- ciężkie helikoptery transportowe UH-60 Black Hawk